# 本田實信
本田實信（平假名：ほんだ みのぶ，1923年3月29日—1999年1月6日），是一名日本的歷史學家。

## 簡歷
本田實信出身於愛知縣。畢業於東京帝国大学文学部東洋史学科，東京大学大学院畢業。其後先後擔任北海道大学文学部教授、1975年京都大学文学部西南亞史学科教授、86年達到退休年齡、名古屋商科大学商学部教授歷任。
他專攻蒙古帝國史、伊朗中世史，有不少波斯語文獻和伊斯蘭著作研究成果，也有不少著書・論文發表。任職於京都大學期間，培育了杉山正明等不少新一代蒙古研究學者。
1998年，獲得大同生命地域研究獎。

## 著書
- 《世界の歴史―ビジュアル版6 イスラム世界の発展》（講談社）1985年
- 《モンゴル時代史研究》（東京大学出版会）1991年

## 論文
- Cinii